# Gestion de la qualité de l'air en France
 (décembre 2013).
- Si vous ne connaissez pas le sujet, laissez ce bandeau (vous pouvez alors contacter les auteurs).
- Si vous supprimez le contenu mis en cause (vous pouvez préalablement contacter les auteurs),

argumentez précisément cette suppression dans la page de discussion
(un manque de référence n'est pas un argument ; une recherche réelle de référence doit avoir été effectuée, être formellement documentée).

La gestion de la qualité de l'air est une problématique de plus en plus importante. La pollution atmosphérique est invisible et pourtant bien présente.

La gestion de la qualité de l'air en France est une expression relative à l'action publique mise en oeuvre pour mesurer, suivre et lutter contre la pollution de l'air depuis le début du XXe siècle et plus encore depuis les années 1970. La pollution de l'air est responsable en France de près de 40 000 décès prématurés par an, soit près de 5 % des décès annuels[Quand ?]. On estime que près de 12 millions de Français ont vécu en 2011 dans des zones n’ayant pas respecté les valeurs limites annuelles relatives aux particules PM10 (particules fines de 10 micromètres de diamètre). 
La qualité de l'air est un enjeu important de santé publique. Elle l'est pour la France et au-delà, car la pollution de l'air ne s'arrête pas aux frontières. Pour cette raison, elle relève aussi subsidiairement des politiques environnementales et sanitaires de l'Europe, en lien avec l'OMS.[réf. souhaitée]
En France, les collectivités territoriales, chacune selon leur échelle et leurs compétences légales sont invitées par la loi et différents plans (exemple Plan national santé environnement, plan régional pour la qualité de l'air...) à contribuer à évaluer et améliorer la qualité de l'air. Pour cela elles s'appuient sur des indicateurs de qualité de l'air, construits par des réseaux de surveillance de la pollution atmosphérique nomenclatures, des classements et zonages, des systèmes de déclarations et autorisations, contractualisation, définitions et guides de bonnes pratiques, et une agence nationale (l'Ademe) pour partie comparable avec ce qui se fait dans d'autres pays d'Europe de l'Ouest. 
Les citoyens sont également de plus en plus considérés comme partenaires de l'action publique via le débat public, la planification concertée, le devoir et droit d’information et de participation des populations, la vie associative...

## Historique
Différents textes au cours des derniers siècles ont permis et reflété une prise en compte des enjeux liés à la qualité de l'air. Cette dernière s'inscrit généralement dans des préoccupations de santé publique et plus largement de développement soutenable.

### Décret impérial du15 octobre 1810
Il règlemente les odeurs émises par les manufactures. Ici, la qualité de l'air est prise en compte simplement d'un point de vue de nuisances olfactives et pas encore vraiment en termes de pollution.

### Loi Morizet du20 avril 1932
C'est la première loi qui intègre la notion de "pollution atmosphérique". Elle vise à supprimer les fumées provenant d'industries et contenant des poussières, des gaz toxiques ou corrosifs qui risquent d'incommoder le voisinage, de polluer l'atmosphère ou de nuire à la santé. 

### Loi du2 août 1961
Cette loi est relative à la lutte contre la pollution de l'air et des odeurs. Contrairement à la loi de 1932, elle concerne aussi les immeubles, les établissements agricoles, les ateliers artisanaux et les véhicules.

### Décret du13 mai 1974
Il officialise les Zones de Protection Spéciale (ZPS). Ce sont les zones dans lesquelles sont règlementées certaines activités industrielles ou l'utilisation de certains combustibles afin de préserver la qualité de l'air. Elles sont aujourd'hui incluses dans les Plans de Protection de l'Atmosphère (PPA).

### Loi sur l'air du30 décembre 1996
C'est une loi qui vise à préserver la qualité de l'air et à avoir une utilisation rationnelle de l'énergie. Elle rend obligatoire la surveillance de la qualité de l'air au niveau local, la définition d'objectifs de qualité, l'information du public et prescrit l'élaboration d'un Plan Régional de la Qualité de l'Air (PRQA), de Plans de Protection de l'Atmosphère (PPA) et d'un Plan de Déplacement Urbain (PDU).De plus, elle reconnaît à chacun le droit de respirer un air qui ne nuise pas à sa santé. 

### Directive cadre de l'Union Européenne du27 septembre 1996
Elle touche l'évaluation et la gestion de la qualité de l'air en définissant la pollution de l'air par rapport à 13 indicateurs, fixe des normes de qualité de l'air et fixe des seuils d'alerte pour les principaux polluants.

### Arrêté du10 mai2017
Il établit le plan national de réduction des émissions de polluants atmosphériques

## Responsabilité et les obligations des collectivités territoriales

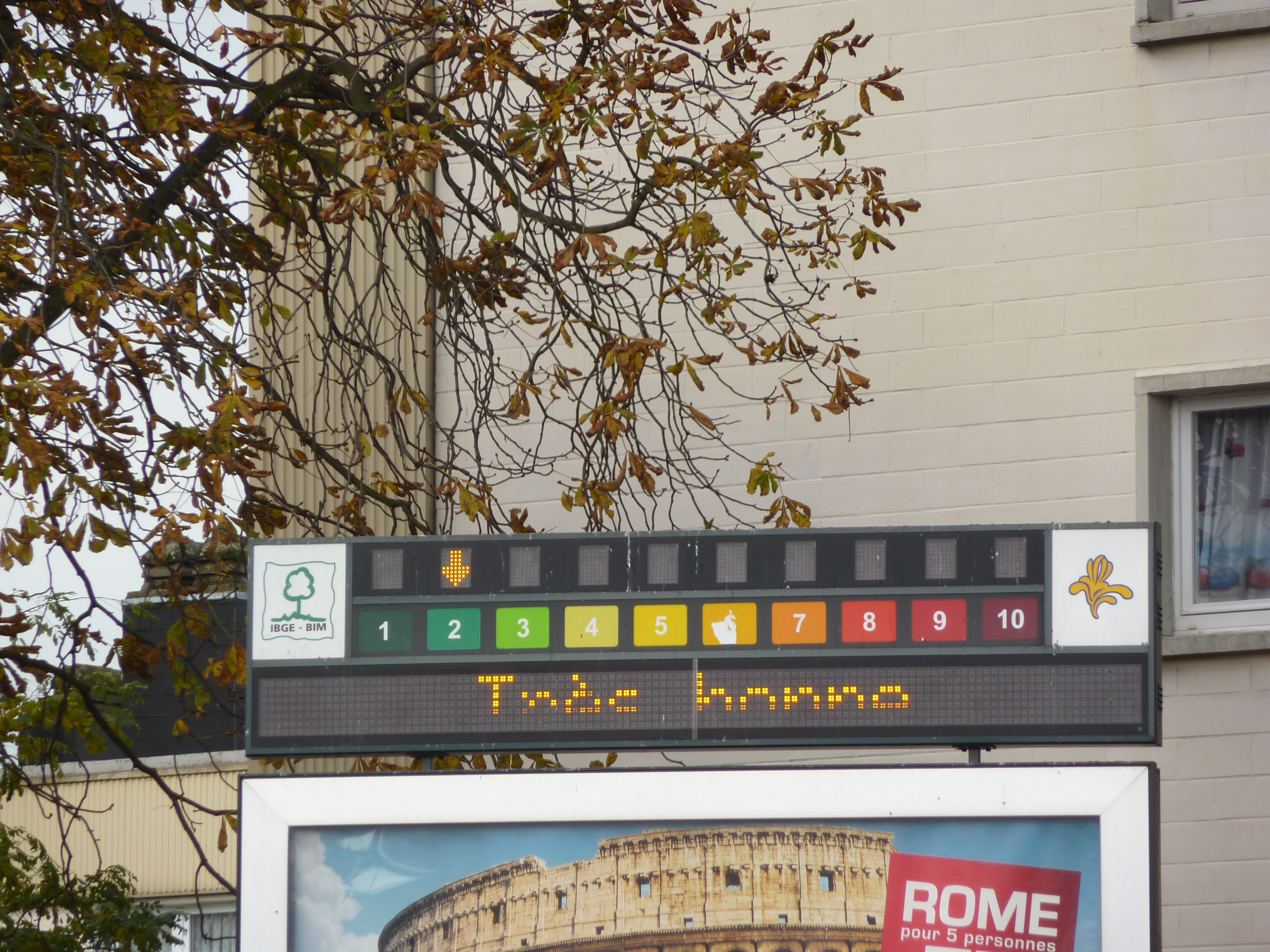
Appareil d'information du public sur la qualité de l'air en temps réel.

La gestion de la qualité de l'air s'est accompagnée d'une intervention des personnes publiques, et plus particulièrement de celle de l'État et des Collectivités Territoriales. Cette gestion est également devenue synonyme de responsabilité et d'obligations pour ces mêmes personnes publiques.
La directive cadre 96/62/CE : concerne l'évaluation et la gestion de la qualité de l'air. Les États membres de l'Union Européenne sont chargés de la mettre en œuvre. En France, cette directive s'est traduite par l'adoption de la loi sur l'Air et l'Utilisation Rationnelle de l'Énergie (LAURE), codifiée au Titre II du Code de l'Environnement. L'objectif de cette loi est de renforcer les responsabilités des collectivités territoriales dans ce domaine.
Art. L.220-1 du code de l'environnement: " L'État et ses établissements publics, les collectivités territoriales et leurs établissements publics ainsi que les personnes privées concourent, chacun dans le domaine de sa compétence et dans les limites de sa responsabilité, à une politique dont l'objectif est la mise en œuvre du droit reconnu à chacun à respirer un air qui ne nuise pas à sa santé.
Cette action d'intérêt général consiste à prévenir, à surveiller, à réduire ou à supprimer les pollutions atmosphériques, à préserver la qualité de l'air et, à ces fins, à économiser et à utiliser rationnellement l'énergie. La protection de l'atmosphère intègre la prévention de la pollution de l'air et la lutte contre les émissions de gaz à effet de serre". 

### Les Plans de l'échelon régional et départemental
Le Plan de protection de l'atmosphère (PPA) est établi au niveau départemental. C'est le plan de référence, s'inscrivant dans l'esprit de la loi LAURE. Le but est de préserver la qualité de l'air en réduisant les émissions de polluants atmosphériques. Il fixe des objectifs à atteindre afin de diminuer la concentration en polluants dans l'atmosphère. Il s'impose dans les agglomérations de plus de 250 000 habitants ainsi que dans les zones où les limites de qualité de l'air risquent d'être dépassées.
Autre apport de la loi LAURE : le Plan régional de la qualité de l'air (PRQA). Il s'agit d'un document établi au niveau régional qui a pour but de fixer les orientations à moyen et long termes permettant de prévenir ou de réduire la pollution atmosphérique afin d'atteindre les objectifs de la qualité de l'air définis dans ce même plan. Ce plan est révisé tous les 5 ans et soumis à consultation publique. 
→ Le PPA doit être compatible avec et non pas conforme au PRQA
Le Plan régional santé-environnement (PRSE) est un plan issu d'une concertation (personnes qualifiées ou encore sociétés civiles). L'objectif de ce plan est de décliner à l'échelon régional et local les dispositions du Plan National Santé Environnement.

### Le rôle des Régions et des Départements
Les programmes de protection de la qualité de l'air sont toujours construit par l'État et imposés aux régions et départements. Il en va de même pour les PPA qui sont élaborés directement par le préfet . 
Ces deux échelons de la décentralisation ne disposent pas de compétences très étendues concernant la gestion de l'air sur leur territoire. Par exemple la Région peut agir au niveau des infrastructures de transport et du développement du réseau de transport (ferré principalement), mais a plus de difficultés à agir directement pour la protection de la qualité de l'air . Toutefois, ces deux collectivités peuvent contribuer à la préservation de l'air grâce à des instances présentes en leur sein (par exemple le Conseil Départemental d'Hygiène qui est associé à l'élaboration des PPA) ou via les communes présentes sur leur territoire. 

### L'action communale
Pouvoirs de police du maire : en tant qu'officier de police judiciaire et dans le respect des principes de salubrité et sécurité publiques, le maire  est tenu de faire cesser les pollutions de toute nature même s'il s'agit ici davantage de missions de police que de missions de protection de l'environnement.
Le Plan de Déplacement Urbain (PDU) : il est élaboré par l'Autorité Organisatrice de Transport Urbain (AOTU). À l'origine, les AOTU étaient des communes. Celles-ci géraient et organisaient le service public des transports sur son territoire. Puis à partir de la loi Chevènement de 1999 et le développement de l'intercommunalité, les AOTU sont devenues des structures intercommunales.

## L’État, fixe le cadre de la lutte pour la qualité de l'air
L’État est un acteur incontournable de la préservation de la qualité de l'air en France. C'est l'entité qui dispose de la palette de moyens d'intervention la plus large. Il n'est pas contraint par la législation à simplement ouvrer dans le cadre d'outils définis par la loi (comme les PPA ou PRQA), ni limité à un territoire en particulier ou par ses compétences (problèmes que peuvent rencontrer les régions, départements ou communes).
Les assises de la qualité de l'air sont organisées par le ministère de l'Écologie, du Développement durable et de l'Énergie (MEDDE) en coopération avec l'Agence de l'environnement et de la maîtrise de l'énergie (ADEME). Le but est de créer « des dynamiques d'action pour améliorer la qualité de l'air et permettre aux décideurs locaux d'inscrire des objectifs ambitieux de gestion de la qualité de l'air dans les politiques territoriales ».
En 2013, les assises sur la qualité de l'air étaient organisées les 23 et 24 octobre à la Cité des sciences et de l'industrie à Paris et concernaient trois thématiques :
- Quelles sont les actions déjà menées pour améliorer la qualité de l’air, et comment partager les retours d’expérience ?
- Quelles sont les conditions de réussite d’une action efficace en faveur de la qualité de l’air ?
- Comment mobiliser les différents acteurs et articuler leurs rôles ?

Des tables rondes étaient organisées et ont permis de réunir divers acteurs tels que l'Agence Nationale de sécurité sanitaire, de l'environnement et du travail (Anses), l’Institut de veille sanitaire (INVS), des élus et représentants des régions, des départements, des EPCI et des villes de France ainsi que des associations et des universitaires. Le Plan Particules du ministère de l'Écologie, du Développement Durable et de l'Énergie prévoit diverses mesures afin d'atteindre une baisse de 30 % des particules en 2015 dans des secteurs producteurs de ce genre de pollution (l'industrie, le chauffage domestique et tertiaire, les transports, l'agriculture).
Il prévoit également l'expérimentation de Zones d'Actions Prioritaires pour l'Air (ZAPA) pour une durée de trois ans : les agglomérations sujettes aux plus gros problèmes de pollution de l'air présentes dans ces ZAPA verront la circulation des véhicules les plus polluants interdite sur leur territoire. Les 6 collectivités retenues pour cette expérimentation sont le Grand Lyon, Grenoble-Alpes Métropole, Clermont Communauté, Pays d’Aix, Plaine Commune et la ville de Paris. Ces ZAPA ont été considérées par Mme Delphine Batho, ancienne ministre de l'Écologie, du développement durable et de l'énergie, comme un dispositif « socialement injuste et écologiquement inefficace »[pourquoi ?].
Les principales mesures de ce plan ont été :
- la réorientation des aides et de la communication publique sur le chauffage au bois (label Flamme verte, étiquetage « poussière »...) ;
- la mise en place en 2010 d'un crédit d'impôt au développement durable (CIDD) ;
- la rédaction d'une circulaire relative aux conditions et interdictions de brûlage à l'air libre ;
- l'orientation de la recherche et de l'innovation.

Face à l'inefficacité du dispositif ZAPA, le ministère de l'Intérieur, le ministère de l'Écologie, du développement durable et de l'énergie ainsi que le Ministère délégué chargé des Transports, de la mer et de la pêche ont décidé de mettre en place un Comité interministériel de la qualité de l'air (CIQA). Ils travaillent depuis septembre dans le but d'élaborer, avec les collectivités locales concernées, des solutions  « concrètes et durables » afin d'améliorer la qualité de l'air en lien avec les Plans de Protection de l'Atmosphère (PPA).

## Prospective, émergence d'autres outils
Les zones à faibles émissions sont des zones au sein desquelles les pollutions doivent être réduites.
Les émissions diverses et donc celles des véhicules à moteur, y sont réglementées voit interdites. Actuellement, ces dispositifs sont mis en œuvre dans divers pays européens et asiatiques, dont la France,. 
Le marchés de droit à polluer est également un cadre international émergent, qui se décline en France. 